# (26121) 1992 BX
1992 بي أكس (ويعرف أيضًا باسم (26121) 1992 بي أكس وفق تسمية الكوكب الصغير) (بالإنجليزية: 1992 BX)‏ هو كويكب ضمن حزام الكويكبات؛ وترتيبه 26121 من حيث الاكتشاف.
اكتُشف هذا الجُرم الفلكي بواسطة هيروشي كانيدا في 28 يناير 1992.

## وصلات خارجية
- (26121) 1992 BX في قاعدة بيانات مختبر الدفع النفاث لأجرام النظام الشمسي الصغيرة

- الاكتشاف · مخطط المدار ·  العناصر المدارية · المعلمات المادية

- (26121) 1992 BX على موقع ويكي سكاي: DSS2, SDSS, GALEX, IRAS, Hydrogen α, X-Ray, Astrophoto, Sky Map, Articles and images